# Apotek
 For alternative betydninger, se Apotek (dokumentarfilm).
Et apotek (fra græsk: apothéke, "lager" eller "opbevaringssted") er en forretning, der sælger og rådgiver om lægemidler til lægemiddelbrugerne, læger og andre. Klinisk farmaci er en af de praksis, der foregår på et apotek, som omhandler den forsvarlige og sikre brug af lægemidler.
Apoteket sælger og rådgiver også om naturlægemidler, medicinsk udstyr, hudpleje og andre produkter, der vedrører sundhed og personlig pleje.
Sygehusapoteker er offentligt ejede afdelinger på sygehuse, der fremstiller og forsyner sygehusets patienter med lægemidler.
Apotekspersonalet består udover apotekeren også af farmakonomer, farmaceuter, apoteksmedhjælpere, defektricer og ufaglærte servicemedarbejdere.

## Historie
I antikken hørte tilberedningen og udskrivelsen af lægemidler sammen; læge- og apotekergerningen var dermed forenet. I 700-tallet blev apoteksvirksomhed og lægevirksomhed skilt for første gang, da det første apotek opstod i Bagdad. Det var svært at leve udelukkende af lægemiddelsalg, så vareudvalget bestod også af eksempelvis parfumeartikler.
Grundlaget for apotekergerningen i Europa kom fra det medicinske universitetsmiljø i Salerno og fra Palermo på Sicilien. Små apoteklignende forretninger fandtes i Italien i begyndelsen af 1200-tallet, og med kejser Frederik 2.s medicinske lovskrift fra samme århundrede blev opdelingen mellem lægegerningen og apotekergerningen endnu tydeligere. Loven fastslog apotekernes funktioner og brugte betegnelsen apotek for forretninger, hvor droger (rå el. delvis tilberedt råvare fra planter) og færdige lægemidler blev solgt og opbevaret. Edsvorne embedsmænd skulle stå for apotekerne, der ikke måtte ledes eller ejes af læger. Mange læger satte pris på apotekerne, som sparede dem for selv at måtte bruge tid på at fremstille medicinerne. Herefter spredtes apotekstanken nordpå, først i de tysktalende lande i slutningen af 1200-tallet, og siden til mange af europæiske lande. De nordiske lande fik deres første apoteker i 1500-tallet.
De første apotekere i Danmark, man kender navnet på, var Hans Brandt i 1427 og senere Johan Apoteker, der holdt til i Købmagergade i København fra 1465. Frederik 1. ønskede et apotek oprettet i Gråbrødre Kloster; men det blev ikke til noget, før Christian 3. i 1536 overdrog en ejendom til en vis Johan Dieck, så han kunne indrette et apotek der, i borgmester Ambrosius Bogbinders stenhus i Højbrostræde i København;  sandsynligvis efter Ambrosius’ selvmord samme år. I 1546 fik Willum Unno fik en kongelig apotekerbevilling til at drive et apotek. Han åbnede sit apotek på Højbro Plads i København, og tre år senere blev det første apotek i provinsen oprettet. Apotekerbevillingen kom efter en periode, hvor staten havde forsøgte at skabe ordnede sundhedsforhold efter den katolske kirkes sundhedstjenester på de danske klostre forsvandt ved reformationen. Det havde efterladt befolkningen uden kvalificeret behandling, når de blev syge. Man havde før reformationen forsøgt at skabe grobund for en sundhedstjeneste med apoteker, bl.a. med apotekerbevillinger, hvor den ældst kendte blev givet i 1514; men først i 1536 begyndte regeringen at føre en egentlig medicinalpolitik.
I 1546 blev den fulgt op med en forsyningspolitik om lægemidler, der førte til etableringen af apotekervæsenet ved hjælp af en landsdækkende lovgivning om apotekervirksomhed og med statslig regulering og kontrol af blandt andet lægemidlernes kvalitet og pris. Herefter steg antallet af apoteker støt med et nyt apotek cirka hvert femte år. I den periode fik blandt andre Århus, Viborg, Aalborg, Næstved og Ribe et apotek. Kongelig Hof-Apotek fra 1669 er det ældste apotek i København. Under Frederik 3. blev Johan Gottfried Becker fra Husum, der var kommet til Danmark efter anbefaling af alkymisten Borri, udnævnt til kgl. hof-og rejseapoteker. Året efter fik Becker bevilling til at drive apotek, hvorefter han åbnede Elephant Apoteket på Store Kjøbmagergade. (I dag ligger det i Store Kongensgade 45.) 
I 1672 blev det lovbestemt, at apotekerne havde eneret til at tilberede og forhandle lægemidler, der i øvrigt ikke måtte hjemkøbes færdigt, men skulle produceres selv. Apotekeren var forpligtet til at følge apotekertaksten. Men der var stadig mange "landefarere", dvs omrejsende kvaksalvere, der trak tænder ud og opererede for brok ("broksnidere"), eller de kunne være "stærstikkere" og sælge briller. Folk strømmede til, når landefarerne kom til byen; en af dem var kendt for at sidde til hest og råbe til mængden, at nu indtog han gift, og straks efter svulmede hans mave som en spændt tromme, som han gav sig til at spille på med to træskeer. Snart efter indtog han så en "modgift", hvorpå maven raskt svandt ind til sit normale omfang – og han fik afsætning på sine varer. I 1764 kom loven, der forbød urtekræmmere, kvaksalvere o.l at omsætte giftstoffer. Disse måtte kun forhandles på apoteker.
En ny apotekerlov i 1913 fjernede eneretten til at tilberede lægemidler.

## Apotekssystemet i Danmark
Apotekerne har monopol på salg af receptpligtig medicin i Danmark. Apotekerne ejes af private apotekere, der af Sundhedsministeriet har fået tilladelse til at drive et bestemt apotek – en såkaldt apotekerbevilling. Der er ikke fri etableringsret, da ministeriet fastsætter, hvor i landet der skal være et apotek, og skal give tilladelse hvis en apoteker ønsker at flytte sit apotek. Dermed er apotekerne liberale erhverv, der er offentligt reguleret.
De fleste apoteker i Danmark er medlem af brancheorganisationen Danmarks Apotekerforening, ligesom apotekerne typisk er tilknyttet en privat apotekerkæde.
Apotekerne i Danmark er en del af den primære sundhedssektor i det danske sundhedsvæsen.
Apotekerne kan ikke selv fastsætte deres priser på lægemidlerne. Priserne fastsættes ved at lægemiddelproducenterne indsender deres priser til Lægemiddelstyrelsen, hvorefter der lægges en fast procentsats til. Procentsatsen udgør apotekernes avance.
Avancen forhandles jævnligt mellem Danmarks Apotekerforening og Sundhedsministeriet med udgangspunkt i apotekernes gennemsnitlige overskud i kroner og ører.
Hver 14. dag udsender Lægemiddelstyrelsen den gældende prisliste, kaldet lægemiddeltaksten.
Der er i Danmark åbnet op for, at andre butikker som materialister og supermarkeder kan forhandle visse håndkøbslægemidler under bestemte betingelser.

## Apoteksenhed
En apoteksenhed er en overordnet betegnelse, der i apotekssektoren bruges om følgende enheder:
- Apotek
- Supplerende apotek
- Vagtapotek (apotek med vagttjeneste), herunder:
  - Døgnapotek
  - Apotek med udvidet åbningstid
  - Apotek med tilkaldevagt
- Apoteksfilial
- Apoteksudsalg
- Håndkøbsudsalg
- Medicinudleveringssted

Pr. 10. august 2010 er der 248 apoteker i Danmark. Derudover er der 68 apoteksfilialer, 126 apoteksudsalg, 646 håndkøbsudsalg og 201 medicinudleveringssteder, der alle er tilknyttet et apotek. I 1860 var der 101 apoteker i Danmark og omkring 1. januar 1908 var der 224 apoteker i Danmark.
I følge Apotekerloven er kun det farmaceutiske personale (uddannede farmakonomer og farmaceuter) autoriseret til at udføre klinisk farmaci og dermed rådgive apotekets patienter og kunder omkring lægemidler og behandlinger. Dette gælder på alle apotekts enheder.

### Apotek
Et apotek er som nævnt en forretning, der sælger og rådgiver om lægemidler, naturlægemidler mv. til lægemiddelbrugerne, læger og andre. Ofte tilbyder apoteket også andre tjenester som sundhedtjek, rådgivning om rygestop og støtte til vægttab. Disse ydelser er personalet på apoteket også uddannet i.

### Online Apotek
Et onlineapotek er et apotek, der kun har lov at sælge medicin online via et website. Et online apotek skal have en bevilling fra Lægemiddelstyrelsen ligesom alle andre apoteker i Danmark.  Et online apotek må sælge både håndkøbsmedicin og receptmedicin samt rådgive om lægemidler, naturlægemidler mv. til lægemiddelbrugerne.
Et online apotek er altså magen til det fysiske apotek, men eksisterer kun online, og tilbyder dermed mulighed for at handle apoteksvarer med levering hjem til ens adresse. Der eksisterer kun to rene online apoteker i Danmark med bevilling fra Lægemiddelstyrelsen .

### Et supplerende apotek
Et supplerende apotek (supplerende bevilling) er et selvstændigt apotek, der ejes af en apoteker som også har bevilling til et andet apotek. Den supplerende enhed adskiller sig alene fra et apotek ved ejerforholdet og i apotekernes interne udligningssystem.

### Vagt- og døgnapotek
Vagtapoteker betjener borgerne uden for apotekernes almindelige åbningstid. Disse kan enten have døgnåbent eller have tilkaldevagt, hvor en vagtfarmaceut eller vagtfarmakonom kan udlevere medicin ved akutte sygdomstilfælde. Det er ikke unormalt, at flere apoteker i en by deles om at være vagtapotek, således at de skiftes til at holde vagtåbent.
Det er Sundhedsstyrelsen der fastsætter, hvilke apoteker der skal have døgnåbent, og hele apotekets sortiment er almindeligvis tilgængeligt hele døgnet på disse apoteker. Dog lægges der ofte et gebyr på salg af varerne uden for normal åbningstid. Pt. findes der 11 døgnåbne apoteker i Danmark.

### Apoteksfilial
En apoteksfilial (indtil 1924 kaldet et hjælpeapotek) er et selvstændigt fungerende apotek, som økonomisk hører under et hovedapotek og ejes af dette hovedapoteks apoteker. Apoteksfilialerne er tit de større apotekers tilbud til borgere i mindre byer.

### Apoteksudsalg
Et apoteksudsalg er en selvstændigt fungerende apoteksenhed, som økonomisk hører under et hovedapotek og ejes og ledes af dette hovedapoteks apoteker.
På et apoteksudsalg er det ikke muligt at ekspedere recepter. Indleverede recepter sendes derfor videre til hovedapoteket, hvor recepten ekspederes og dernæst sendes tilbage til apoteksudsalget sammen med den medicin, som recepten lyder på. Herefter kan medicinen udleveres til patienten fra apoteksudsalget.

### Et håndkøbsudsalg
Et håndkøbsudsalg befinder sig i lokaler, der ikke tilhører apoteket – typisk i en anden forretning. Udsalget modtager varer fra et bestemt apotek og drives af en bestyrer, som apotekeren har indgået aftale med. Bestyreren er typisk ikke uddannet inden for apotekssektoren. Håndkøbsudsalg er underlagt de samme regler som de cirka 1000 nye salgssteder af medicin uden for apotekssektoren. Det vil sige, at der blandt andet kun må føres et begrænset sortiment. Håndkøbsudsalg kan også udlevere receptmedicin og andet apoteksforbeholdt medicin, som er ekspederet på det apotek (inklusive apoteksfilialer), udsalget er tilknyttet.

### Et medicinudleveringssted
Et medicinudleveringssted har ikke noget lager af medicin. Det modtager adresserede forsendelser fra et eller flere apoteker og udleverer det til den enkelte kunde.

## Lokaler indenfor apotekerverdenen

### En defektur
En defektur var et lokale som fandtes på apotekerne mens produktionen af lægemidler stadig foregik der. Defekturen var ofte et tilstødende lokale til recepturen, hvor større påfyldningsarbejder foregik og hvor særligt påfyldningsudstyr derfor fandtes. Mindre påfyldninger af lægemidler foregik ofte i recepturen og i officinet.

### En receptur
En receptur er det rum på apoteket, hvor det farmaceutiske apotekspersonale kontrollerer de indleverede recepter og takserer dem ind i edb-systemet.
I recepturen bliver medicinen derefter fundet frem til recepten og kontrolleret igen, inden den kan udleveres til patienten ude i skranken.

### Et officin
Et officin er en ældre betegnelse for apotekets publikums- og venterum, hvor patienterne og kunderne bliver ekspederet og rådgivet af det farmaceutiske personale.
Begrebet officin dækker også over skrankeområdet, hvor apotekspersonalet ekspederer og rådgiver.
I dag er apotekets officin delt op i skranken og selvvalgsafdelingen.
I selvvalgsafdelingen findes et bredt udvalg af varer, som f.eks. hudplejemidler, sygepleje- og toiletartikler, kosttilskud, naturlægemidler, vitamin- og mineralpræparater, babyudstyr, forskellige relevante brochurer og hæfter og ofte også elektroniske infostandere.
Derudover er der som regel siddepladser og evt. også legeplads til børn.

## Symboler
Nogle af de brugte internationale symboler for apotekergerningen er morteren og pistillen, det internationale receptsymbol (℞, skrives undertiden Rx) og symboler for de græske guder for lægevidenskab og sundhed og hygiejne, Asklepios og Hygieia. Mange danske apoteker gør også brug af disse symboler, ligesom fagforeningen for farmakonomer, Farmakonomforeningen, har morteren og pistillen som logo.
- Morteren og pistillen
- Receptsymbolet
- Æskulapstaven, opkaldt efter den græske lægegud Asklepios.
- Det grønne kors bruges af apoteker i bl.a. Grækenland, Italien og Storbritannien.